# Jayson Granger
Jayson Antonie Granger Amodio (Montevideo, 15 settembre 1989) è un cestista uruguaiano con cittadinanza italiana.

## Biografia
La madre è di origine italiana.

## Carriera

### Club
Nei primi giorni di luglio del 2022 ha firmato un contratto con la Reyer Venezia.
Nel 2023 fa ritorno in Uruguay accasandosi al Peñarol.

### Nazionale
Con l'Uruguay ha disputato i Campionati americani del 2017.

## Statistiche

### Eurolega
| Anno      | Squadra        | PG  | PT  | MP   | TC%  | 3P%  | TL%  | RP  | AP  | PRP | SP  | PP   |
| --------- | -------------- | --- | --- | ---- | ---- | ---- | ---- | --- | --- | --- | --- | ---- |
| 2013-2014 | Málaga         | 24  | 7   | 21,3 | 40,8 | 29,3 | 86,1 | 2,1 | 3,4 | 0,6 | 0,0 | 7,5  |
| 2014-2015 | Málaga         | 23  | 8   | 25,6 | 40,4 | 31,6 | 76,0 | 2,7 | 4,2 | 0,9 | 0,3 | 10,2 |
| 2015-2016 | Anadolu Efes   | 23  | 14  | 26,3 | 39,5 | 31,5 | 68,9 | 3,1 | 3,9 | 0,7 | 0,0 | 10,2 |
| 2016-2017 | Anadolu Efes   | 35  | 32  | 25,5 | 41,2 | 32,7 | 75,3 | 2,7 | 3,9 | 0,9 | 0,1 | 9,7  |
| 2017-2018 | Saski Baskonia | 31  | 23  | 21,7 | 44,0 | 40,5 | 73,7 | 1,9 | 5,1 | 0,5 | 0,0 | 9,3  |
| 2018-2019 | Saski Baskonia | 12  | 5   | 19,3 | 37,0 | 40,5 | 64,3 | 1,6 | 2,4 | 0,3 | 0,0 | 7,2  |
| 2020-2021 | Alba Berlino   | 28  | 21  | 23,3 | 40,9 | 33,6 | 77,8 | 2,7 | 4,9 | 1,0 | 0,0 | 8,1  |
| 2021-2022 | Saski Baskonia | 30  | 22  | 22,9 | 34,0 | 30,8 | 79,5 | 2,0 | 3,9 | 0,6 | 0,0 | 7,3  |
| Carriera  | Carriera       | 206 | 132 | 23,5 | 40,0 | 33,8 | 75,7 | 2,4 | 4,1 | 0,7 | 0,1 | 8,8  |

## Palmarès

### Squadra
- Campionato spagnolo: 1

Saski Baskonia: 2019-20
- Campionato tedesco: 1

Alba Berlino: 2020-21
- Coppa del Presidente: 1

Anadolu Efes: 2015

### Individuale
- Basketball-Bundesliga MVP finali: 1

Alba Berlino: 2020-21